# Eupelmus urozonus
Espèce
Eupelmus urozonus est un insecte parasitoïde polyphage de la famille des Eupelmidae. Dans la région méditerranéenne c'est un des plus importants agents naturels de contrôle de la mouche de l'olive.

## Morphologie

### Femelle
La femelle d’E. urozonus a un corps long de 2,5 à 5 mm, élancé, avec un thorax et un abdomen allongés. La coloration varie selon la région du corps : les antennes sont noirâtres, la tête vert-bleuâtre, le thorax et l'abdomen ont des reflets de vert et de cuivre. Les jambes sont claires, allant du jaune au blanc, avec des tons jaunes plus foncés sur les fémurs et sur les tibias. La partie visible de l’ovipositeur ("terebre") est blanchâtre sur la portion intermédiaire et noirâtre à la base et a l'apex. Les ailes sont incolores.

### Mâle
Le mâle a des caractères morphologiques moins marqués par rapport aux autres Chalcidoïdés. Il est plus petit que la femelle, avec un corps long de 1,5 à 3 mm, avec un thorax plus sombre et un abdomen noirâtre. Les antennules du funicule sont plus longues que celles de la femelle.

## Biologie
La larve de l’Eupelmus urozonus est en général ectoparasite primaire et solitaire ; elle agit au détriment de nombreuses espèces phytophages, en général mineuses ou galligènes. Elle peut se comporter fréquemment comme hyperparasite si on considère la majorité des endoparasites qui attaquent l'hôte primaire (Braconidi et autres Chalcidoidi. Quand elle attaque la pupe de Diptères elle se comporte apparemment comme endophage, se développant à l'intérieur de la pupe de l'hôte (non à l'extérieur de la pupe).
Le développement post-embryonnaire passe par 5 stades larvaires et une pupe.
L’Eupelmus urozonus est extrêmement polyphage.
Parmi les hôtes secondaires parasitoïdes on signale surtout des diptères Tachinidés et des Hyménoptères Ichneumonidés, Bracconidés et, surtout, Chalcidoïdés.
Aux fins écologiques nous signalons un nombre important d’espèces végétales associées, soit herbacées soit ligneuses, d’où l’importance de la protection de la biodiversité pour permettre la conservation de ce parasitoïde.
En Italie il effectue plusieurs générations dans l'année au détriment de divers hôtes. La durée d’une génération varie selon la saison. À 20 °C un cycle de développement s’effectue en un mois environ. Un aperçu général des hôtes primaires d’E. urozonus établi en Italie et des plantes associées est résumé dans le tableau suivant :
| Ordre       | Famille       | Espèce                           | Nom commun                | Plante associée         |
| ----------- | ------------- | -------------------------------- | ------------------------- | ----------------------- |
| Coleoptera  | Bruchidae     | Bruchus sp., Acanthoscelides sp. | Charançon                 | Legumineuses            |
| Coleoptera  | Scolytidae    | Divers                           | Scolitidés                | Divers                  |
| Coleoptera  | Scolytidae    | Phloeotribus scarabeoides        | Phléotribe de l'olivier   | Olivier                 |
| Coleoptera  | Scolytidae    | Scolytus amygdali                | Scolyte de l'amandier     | Amandier                |
| Diptera     | Agromyzidae   | Divers                           | Mouche mineuse            | Divers                  |
| Diptera     | Cecidomyiidae | Dryomyia lichtensteini           | Cécidomye du chêne-liège  | Chêne                   |
| Diptera     | Cecidomyiidae | Mikiola fagi                     | Cécidomye du hêtre        | Hêtre                   |
| Diptera     | Cecidomyiidae | Dasyneura gleditchiae            |                           | Gleditschia triacanthos |
| Diptera     | Tephritidae   | Bactrocera oleae                 | Mouche de l'olive         | Olivier                 |
| Diptera     | Tephritidae   | Myopites stylata                 | Mouche de l'inule         | Inule                   |
| Hymenoptera | Cynipidae     | Divers                           | Cynipéde                  | Divers                  |
| Hymenoptera | Diprionidae   | Divers                           | Diprionidés               | Conifères               |
| Lepidoptera | Lasiocampidae | Dendrolimus pini                 | Bombyx du pin             | Pin                     |
| Lepidoptera | Pieridae      | Aporia crataegi                  | Piéride du "biancospino"  | "Biancospino"           |
| Lepidoptera | Pyralidae     | Etiella zinckenella              | Pyrale des legumineuses   | Leguminose              |
| Lepidoptera | Tortricidae   | Cydia pomonella                  | Carpocapse de la pomme    | Pommier, Poirier        |
| Lepidoptera | Tortricidae   | Cydia funebrana                  | "Cidia del susino"        | Prunier                 |
| Lepidoptera | Tortricidae   | Eupoecilia ambiguella            | Teigne de la vigne        | Vigne                   |
| Lepidoptera | Tortricidae   | Lobesia botrana                  | "Tignoletta" de la vigne" | Vigne                   |
| Lepidoptera | Tortricidae   | Sparganothis pilleriana          | Tordeuse de la vigne      | Vigne                   |
| Lepidoptera | Yponomeutidae | Prays oleae                      | "Tignola" de l'olivier    | Olivier                 |

### Activité biologique surBactrocera oleae
Pendant l'été et au début de l’automne, il est plus particulièrement actif sur Bactrocera oleae (mouche de l'olive), dont il est un des plus importants agents biologiques de contrôle, développant 2-3 générations associées à cette espèce. En général, l'activité se développe au détriment de la larve, plus rarement au détriment de la pupe. En automne l'activité d’Eupelmus sur la mouche de l'olive diminue. La cause de ce comportement n'est pas certaine, il pourrait s’agir de l'entrée en phase d'hivernage ou plus simplement de l'apparition d’un autre hôte préféré.
Parmi les hôtes alternatifs qui entrent en compétition avec Bactrocera oleae on signale un autre diptère téphritidé, Myopites stylata. Cette mouche est un phytophage galligène qui se développe sur les fleurs de l’Inula viscosa produisant une galle qui une fois desséchée va permettre l’hivernage. À partir du mois de septembre et pour tout le mois d’octobre, l'eupelmidé se déplace de la mouche de l’olive vers la galle provoquée par Myopites sur l’inule, dans laquelle il hiverne, en général, jusqu’au printemps suivant.
Comme hyperparasite, il constitue un des antagonistes les plus actifs de l’Opius concolor (Hymenoptera Braconidae), contribuant aux fréquents insuccès du lancement de ce parasitoïde en lutte biologique. D’autres parasitoïdes importants associés à la mouche de l’olive et qualifiés d’hôtes secondaires sont Pnigalio mediterraneus et Eurytoma martellii, tous deux chalcidoïdes ectoparasites.

### Activité biologique sur Myopites stylata
À partir du mois de septembre et pour tout le mois d'octobre, l'eupelmidé se déplace de la mouche de l'olive vers la galle provoquée par Myopites sur l'inule, dans laquelle il hiverne, en général, jusqu'au printemps suivant.

## Diffusion
L’espèce est censée être présente dans toute la région tempérée de la planète.
Sa présence a été signalée en Amérique du Nord (États-Unis, dans toute l'Europe (de la Méditerranée à la Scandinavie et à la Russie), en Afrique du Nord, dans toute l'Asie (du Moyen-Orient au Japon, de l'Inde à l'Asie centrale, en Océanie (Australie méridionale).
La littérature ne cite pas la présence en Amérique du Sud et en Afrique du Sud. La présence est cependant mentionnée dans les olivettes sud-africaines, de l’espèce Eupelmus spermophilus, très semblable à l’urozonus, décrite par Filippo Silvestri.